# William Klingender
William Klingender, vollständiger Name William Wagner Klingender Ferreyra, (* 2. Oktober 1988 in Montevideo) ist ein uruguayischer Fußballspieler.

## Karriere
Der 1,91 Meter große Mittelfeldakteur Klingender begann seine Karriere als Spieler River Plate Montevideos in der Mannschaft der "Cuarta Division". Bei einem Probetraining in der "pre séptima" des Club Atlético Peñarol hatte er überzeugen können und bereits eine Zusage der "Aurinegros" erhalten, die jedoch nach einem Trainerwechsel nicht mehr aufrecht gehalten wurde. Er verblieb zunächst bei River und bestritt er für den in Montevideo beheimateten Verein saisonübergreifend von Mitte 2008 bis Mitte Januar 2010 18 Spiele in der Primera División und schoss ein Tor. Zudem kam er in vier Begegnungen (kein Tor) der Copa Sudamericana 2009 zum Einsatz. Anschließend wechselte er zu den Montevideo Wanderers und lief in der Clausura 2010 in sieben persönlich torlosen Erstligapartien auf. Im Juli 2010 schloss er sich dem Club Atlético Cerro an, für den er in der Apertura 2010 zwei Erstligaspiele absolvierte. Auch dabei erzielte er keinen Treffer. Ab Mitte Januar 2012 setzte er seine Karriere bei Central Español fort. In der Zweitligasaison 2011/12 wurde er bei den Montevideanern in zehn Ligapartien eingesetzt. Dabei traf er viermal uns gegnerische Tor. Nach dem Aufstieg in die Primera División folgten in der Spielzeit 2012/13 23 Erstligaeinsätze (ein Tor). Nach verpasstem Klassenerhalt musste er mit der Mannschaft zur Saison 2013/14 wieder in der Segunda División antreten. In jener Spielzeit bestritt er 22 Ligabegegnungen (kein Tor). Ende August 2014 verpflichtete ihn der Huracán Football Club. Bei dieser Karrierestation stehen 17 Ligaeinsätze und zwei erzielte Treffer für ihn zu Buche. Ende Juli 2015 schloss sich ein Engagement beim ebenfalls zweitklassigen Verein Boston River an. In der Spielzeit 2015/16 trug er dort 4 Toren bei 19 Einsätzen in der Segunda División zum Aufstieg am Saisonende bei. Während der Saison 2016 wurde er 13-mal (ein Tor) in der höchsten uruguayischen Spielklasse eingesetzt.